# Villa Florida
Villa Florida é uma cidade do Paraguai, Departamento de Misiones. Possui uma população de 2.914 habitantes. Sua economia é baseada no turismo e pecuária.

## Transporte
O município de Villa Florida é servido pelas seguintes rodovias:
- Ruta 01, que liga a cidade de Assunção ao município de Encarnación (Departamento de Itapúa).[1][2][3]